# قيادة سلاح الجو الملكي البريطاني في العراق
قيادة سلاح الجو الملكي البريطاني في العراق هو قيادة مشتركة بين سلاح الجو الملكي في العراق وبين القوات المسؤولة عن القوات البريطانية في العراق في العشريينات وأوائل الثلاثينات، خلال فترة الانتداب البريطاني على العراق، أستمرت القوات البريطانية في العراق حتى عام 1941، حين أستقل العراق. وتتكون القوات البريطانية من سلاح الجو الملكي، والبحرية الملكية، والجيش البريطاني، الكومنولث. وغالباً ما يكون قائد العمليات هو ضابط من فرع سلاح الجو الملكي من رتبة مارشال جوي.